# 王理 (青浦縣知縣)
王理，奉天（今辽宁）人，清朝政治人物。举人出身。

## 生平
王理曾于1740年（乾隆五年）接替徐国璟任青浦县知县一职，1744年（乾隆九年）由许逢元接任。